# West Ham United Football Club Women
El West Ham United Women Football Club es un club inglés de fútbol femenino. Es la sección femenina del West Ham United. Fue fundado en 1991 y disputa sus encuentros de local en el Rush Green Stadium.
Juega en la Women's Super League desde la temporada 2018-19.